# Helen Vinson
Helen Vinson, pseudonimo di Helen Rulfs (Beaumont, 17 settembre 1905 – Chapel Hill, 7 ottobre 1999), è stata un'attrice statunitense.

## Biografia

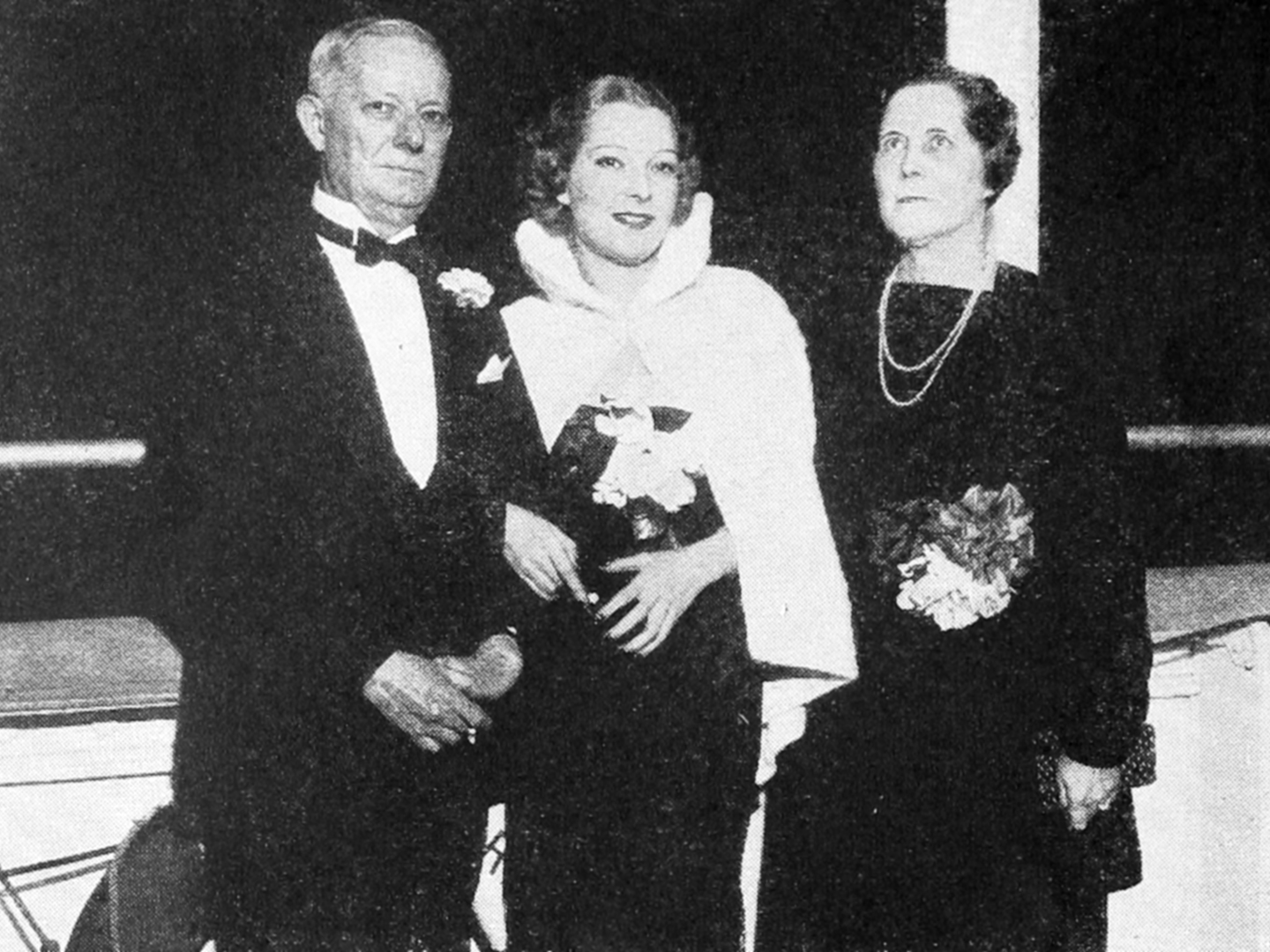
Con i genitori nel 1935

Nata nel 1905 da Lillian ed Edward Rulfs, un petroliere di origine tedesca, nel 1910 si trasferì con la famiglia a Houston, dove dal 1921 al 1922 apparve in tre commedie date nel Little Theater Guild. Dopo gli studi nell'Università di Austin, nel 1925 sposò un industriale tessile e si trasferì a Filadelfia, dove recitò in una compagnia teatrale. Dal 1927 era a New York per interpretare la commedia Los Angeles, seguita dai drammi Death Takes a Holiday, Berlin e, nel 1932, The Fatal Alibi, dal romanzo The Murder of Roger Ackroyd di Agatha Christie, con Charles Laughton nella parte di Hercule Poirot.
Separatasi dal marito che si opponeva alla sua carriera di attrice, andò a Hollywood per interpretare il suo primo film, L'avventura di Teri (1932). Da allora iniziò una carriera di successo con 40 film in tredici anni. Nel 1935 sposò a New York il famoso tennista inglese Fred Perry, conosciuto durante il viaggio per mare verso l'Inghilterra dove doveva interpretare i film The Tunnel e King of the Damned.
Divorziata nel 1938, dal 1941 si dedicò alla propria fattoria in Virginia. Tornò a Hollywood nel 1944 per recitare ancora in quattro film, l'ultimo dei quali fu L'uomo ombra torna a casa (1945). L'anno successivo sposò il finanziere Donald Hardenbrook, con il quale visse a New York fino al trasferimento in una casa di Nantucket.
Helen Vinson morì nel 1999, a 94 anni, in un ospedale di Chapel Hill, nel North Carolina, e fu sepolta nell'Oak Grove Cemetery di Nacogdoches, nel Texas.

## Filmografia parziale

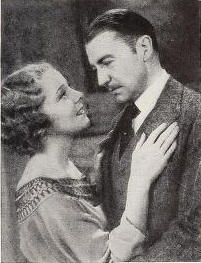
Con Clive Brook in Let's Try Again (1934)

- L'avventura di Teri (Jewel Robbery), regia di William Dieterle (1932)
- They Call It Sin, regia di Thornton Freeland (1932)
- Io sono un evaso (I Am a Fugitive from a Chain Gang), regia di Mervyn LeRoy (1932)
- Il giocatore (Grand Slam), regia di William Dieterle (1933)
- Il piccolo gigante re dei gangsters (The Little Giant), regia di Roy Del Ruth (1933)
- Potenza e gloria (The Power and the Glory), regia di William K. Howard (1933)
- Il pugnale cinese (The Kennel Murder Case), regia di Michael Curtiz (1933)
- La donna nell'ombra (The Life of Vergie Winters), regia di Alfred Santell (1934)
- Let's Try Again, regia di Worthington Miner (1934)
- Strettamente confidenziale (Broadway Bill), regia di Frank Capra (1934)
- Notte di nozze (The Wedding Night), regia di King Vidor (1935)
- Mondi privati (Private Worlds), regia di Gregory La Cava (1935)
- Il figlio conteso (Age of Indiscretion), regia di Edward Ludwig (1935)
- Modella di lusso (Vogues of 1938), regia di Irving Cummings (1937)
- Vivi, ama e impara (Live, Love and Learn), regia di George Fitzmaurice (1937)
- Non puoi impedirmi d'amare (In Name Only), regia di John Cromwell (1939)
- Al di là del domani (Beyond Tomorrow), regia di A. Edward Sutherland (1940)
- Zona torrida (Torrid Zone), regia di William Keighley (1940)
- Enemy Agent, regia di Lew Landers (1940)
- Nothing but the Truth, regia di Elliott Nugent (1941)
- La donna e il mostro (The Lady and the Monster), regia di George Sherman (1944)
- L'uomo ombra torna a casa (The Thin Man Goes Home), regia di Richard Thorpe (1945)

## Doppiatrici italiane
- Dhia Cristiani in Io sono un evaso (riedizione)
- Laura Carli in Non puoi impedirmi di amare